# Doodstraf in de Filipijnen

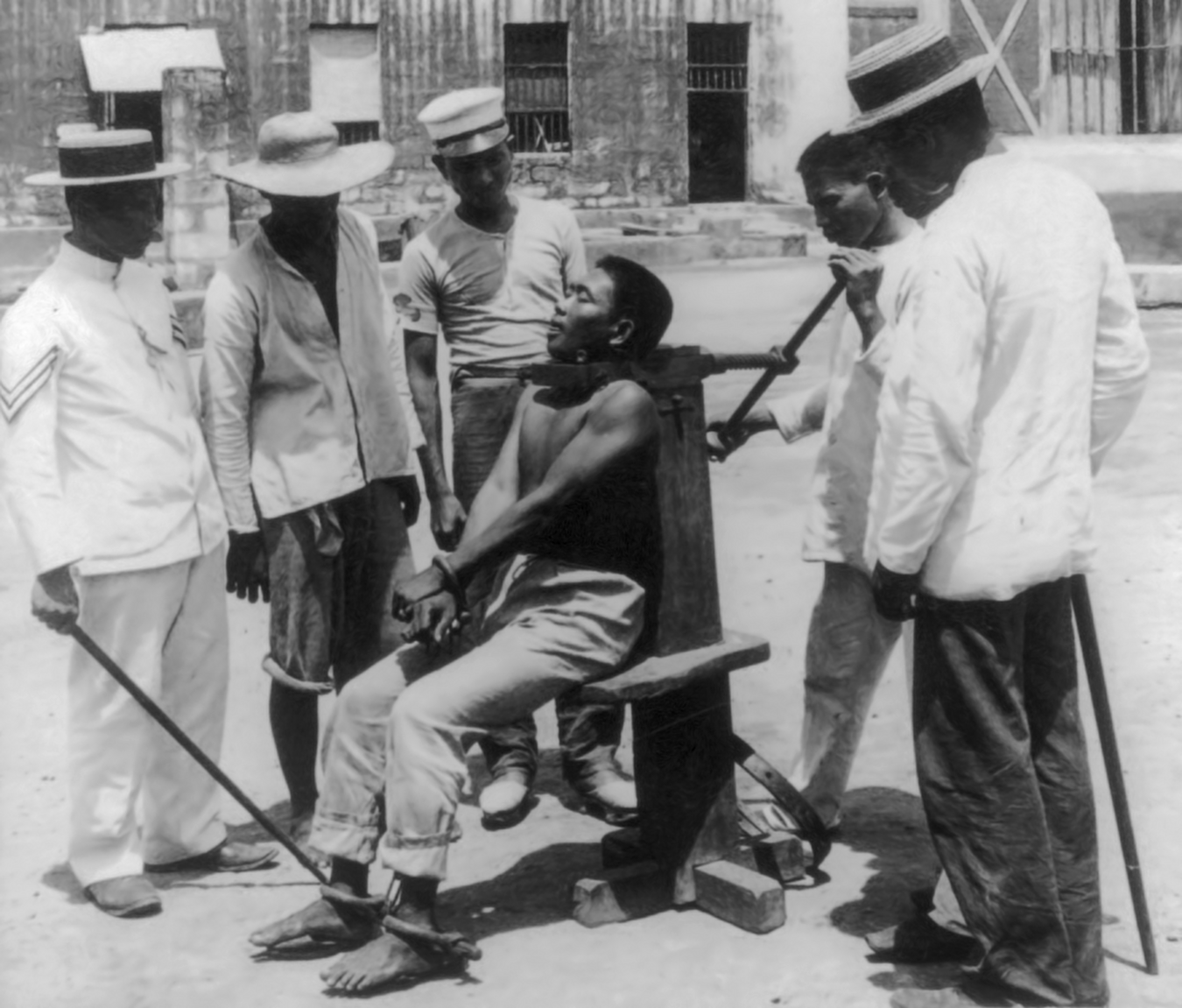
Een executie met een garotte in Manilla (1901)

In de Filipijnen is de doodstraf sinds 24 juni 2006 afgeschaft. In 1987 werd de doodstraf na de val van dictator Ferdinand Marcos al eens eerder afgeschaft, waarna ze in 1994, door president Fidel Ramos weer werd heringevoerd als hoogste straf voor moord, verkrachting en ontvoering. 
Na de herinvoering van de doodstraf in 1994 zijn alleen in 1999 zeven personen ter dood gebracht. Dat gebeurde onder de verantwoordelijkheid van president Joseph Estrada door middel van een dodelijke injectie. Sinds het aantreden van de president Gloria Macapagal Arroyo in 2001 werden er geen executies meer uitgevoerd en in april 2005 verleende zij gratie aan alle 1205 ter dood veroordeelden ter gelegenheid van Pasen. Bij de afschaffing van de doodstraf in 2006 kregen de ter dood veroordeelden levenslang zonder mogelijkheid tot gratie.  